# Condat (Cantal)
Condat – miejscowość i gmina we Francji, w regionie Owernia-Rodan-Alpy, w departamencie Cantal.
Według danych na rok 1990 gminę zamieszkiwały 1262 osoby, a gęstość zaludnienia wynosiła 31 osób/km² (wśród 1310 gmin Owernii Condat plasuje się na 169. miejscu pod względem liczby ludności, natomiast pod względem powierzchni na miejscu 85.).